# Martin Lamble
Martin Francis Lamble (St John's Wood, 28 agosto 1949 – M1, presso Scratchwood Services, Londra, 12 maggio 1969) è stato un batterista inglese, di genere folk rock.

## Biografia
Era il maggiore di tre fratelli (uno di essi, Robin, intraprese anch'egli la carriera musicale), membro originale del gruppo di folk-rock dei Fairport Convention e presente nei primi tre album della band, Martin Lamble morì nel maggio del 1969 a causa di un incidente stradale che coinvolse quasi l'intero gruppo (la cantante Sandy Denny viaggiava su un altro automezzo) sull'autostrada M1 presso la stazione di servizio di Scratchwood a Nord-Ovest di Londra, dopo un concerto tenuto al Mothers di Erdington vicino alla città di Birmingham, nell'incidente perì anche Jeannie Franklyn, fidanzata di uno dei componenti della band.
Martin Lamble (sotto lo pseudonimo di Martyn Francis) prese parte (assieme ad altri membri dei Fairport Convention) anche alle registrazioni dell'album di Al Stewart intitolato Love Chronicles (1969).

## Discografia
Album
con i Fairport Convention
- 1968 – Fairport Convention
- 1969 – What We Did on Our Holidays
- 1969 – Unhalfbricking

con Al Stewart
- 1969 – Love Chronicles